# Fred Oelßner

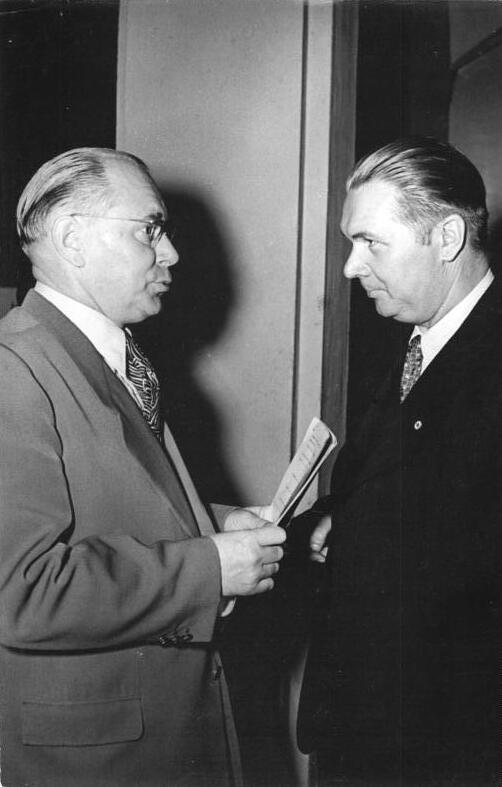
Fred Oelßner (links) 1951

Fred Oelßner (* 27. Februar 1903 in Leipzig; † 7. November 1977 in Ost-Berlin) war Mitglied des Politbüros des Zentralkomitees der Sozialistischen Einheitspartei Deutschlands (SED) und Wirtschaftswissenschaftler.

## Leben
1903 als Sohn des späteren KPD-Funktionärs Alfred Oelßner geboren, absolvierte Fred Oelßner nach dem Besuch der Mittelschule in Weißenfels, Provinz Sachsen von 1917 bis 1919 eine Lehre als Kaufmann und Müller im Mühlenwerk Beuditz. Nach Entlassung aus der Lehre wegen seiner politischen Aktivitäten (Mitgliedschaft in der Sozialistischen Arbeiter-Jugend und der Freien Sozialistischen Jugend) war er bis 1921 Kontorist im Genossenschaftsdienst in Halle an der Saale. Zugleich war er Bezirksleiter der Sozialistischen Proletarierjugend bzw. des Kommunistischen Jugendverbands Deutschlands Halle/Merseburg. 1919 trat er der Unabhängigen Sozialdemokratischen Partei Deutschlands (USPD), 1920 der Kommunistischen Partei Deutschlands (KPD) bei.
1921 nahm er an den Märzkämpfen in Mitteldeutschland teil und war danach Mitarbeiter des Zentralkomitees (ZK) der KPD. Von Herbst 1921 bis Januar 1922 war er Volontär bei der Hamburger Volkszeitung, 1922 bis 1923 Redakteur an der Schlesischen Arbeiterzeitung in Breslau, danach Redakteur in Chemnitz und Stuttgart. Ende 1923 wurde er verhaftet und 1924 vom Reichsgericht in Leipzig wegen „Vorbereitung zum Hochverrat“ zu einem Jahr Gefängnis verurteilt. Nach Entlassung aus der Haft arbeitete er als Redakteur in Remscheid und Aachen.
1926 wurde Oelßner nach Moskau delegiert, wo er bis 1928 Schüler und 1929 Aspirant der Internationalen Lenin-Schule war. Danach war er Mitarbeiter der ökonomischen Fakultät des Instituts der Roten Professur. 1932 kehrte er nach Deutschland zurück und war Mitarbeiter der Agitprop-Abteilung beim ZK der KPD und Lektor an der Reichsparteischule Rosa Luxemburg in Klein Schönebeck-Fichtenau (heute zu Schöneiche bei Berlin).
1933 emigrierte Oelßner nach Frankreich, wo er persönlicher Sekretär von Walter Ulbricht war. 1934 leitete er Parteischulungskurse in Amsterdam, Zürich und Prag und kehrte 1935 in die Sowjetunion zurück. Dort war er Dozent an der Internationalen Lenin-Schule und der Kommunistischen Universität der nationalen Minderheiten des Westens. 1936 wurde er wegen angeblich ideologischer Abweichungen entlassen und lebte von Übersetzungen und schriftstellerischer Tätigkeit. 1938 bis 1941 arbeitete er als Leiter der Planabteilung der Papierfabrik Bop in Moskau. 1940 wurde er sowjetischer Staatsbürger. 1941 bis 1944 war er Redakteur, später Chefredakteur der deutschen Redaktion von Radio Moskau, danach Lehrer an der Parteischule der KPD Nr. 12 in Moskau. In dieser Zeit arbeitete er in der Kommission zur Ausarbeitung des Nachkriegsprogramms der KPD mit.
1945 kehrte er mit der KPD-Gruppe um Anton Ackermann nach Deutschland zurück. 1946 bis 1949 war er Leiter der Abteilung Parteischulung, Kultur und Erziehung der KPD/SED. Ab 1947 war er Mitglied des Parteivorstandes bzw. Zentralkomitees der SED, ab 1949 Abgeordneter der Volkskammer, ab 1950 Mitglied des Politbüros des ZK der SED und ab 1955 stellvertretender Vorsitzender des Ministerrats und Vorsitzender der Kommission für Konsumgüterproduktion und Versorgung der Bevölkerung beim Präsidium des Ministerrats.
Von 1950 bis 1955 war Oelßner Sekretär für Propaganda des ZK, bis 1956 arbeitete er als Chefredakteur der SED-Zeitschrift Einheit und danach als Professor für Ökonomie am Institut für Gesellschaftswissenschaften beim ZK der SED. Er konstituierte in Halle die Bezirkseinsatzleitung zur Niederschlagung des Aufstands vom 17. Juni 1953. Das Politbüromitglied Fred Oelßner koordinierte damit als übergeordnete Instanz die Tätigkeiten der SED-Bezirksleitung, des Rates des Bezirkes, der Deutschen Volkspolizei, der Bezirksverwaltung für Staatssicherheit, der Kasernierten Volkspolizei und der sowjetischen Armeeeinheiten im Bezirk Halle. am 6. Mai 1955 wurde Oelßner der Vaterländische Verdienstorden in Gold verliehen.
Bis 1958 galt Oelßner als Chefideologe der SED. 1958 wurde er im Zusammenhang mit der Affäre um Karl Schirdewan und Ernst Wollweber aller Ämter und Parteifunktionen enthoben. 1959 übte er öffentlich Selbstkritik wegen „Opportunismus und politischer Blindheit“. 1958 bis 1969 war er Direktor des Instituts für Wirtschaftswissenschaften der Deutschen Akademie der Wissenschaften.

## Ehrungen

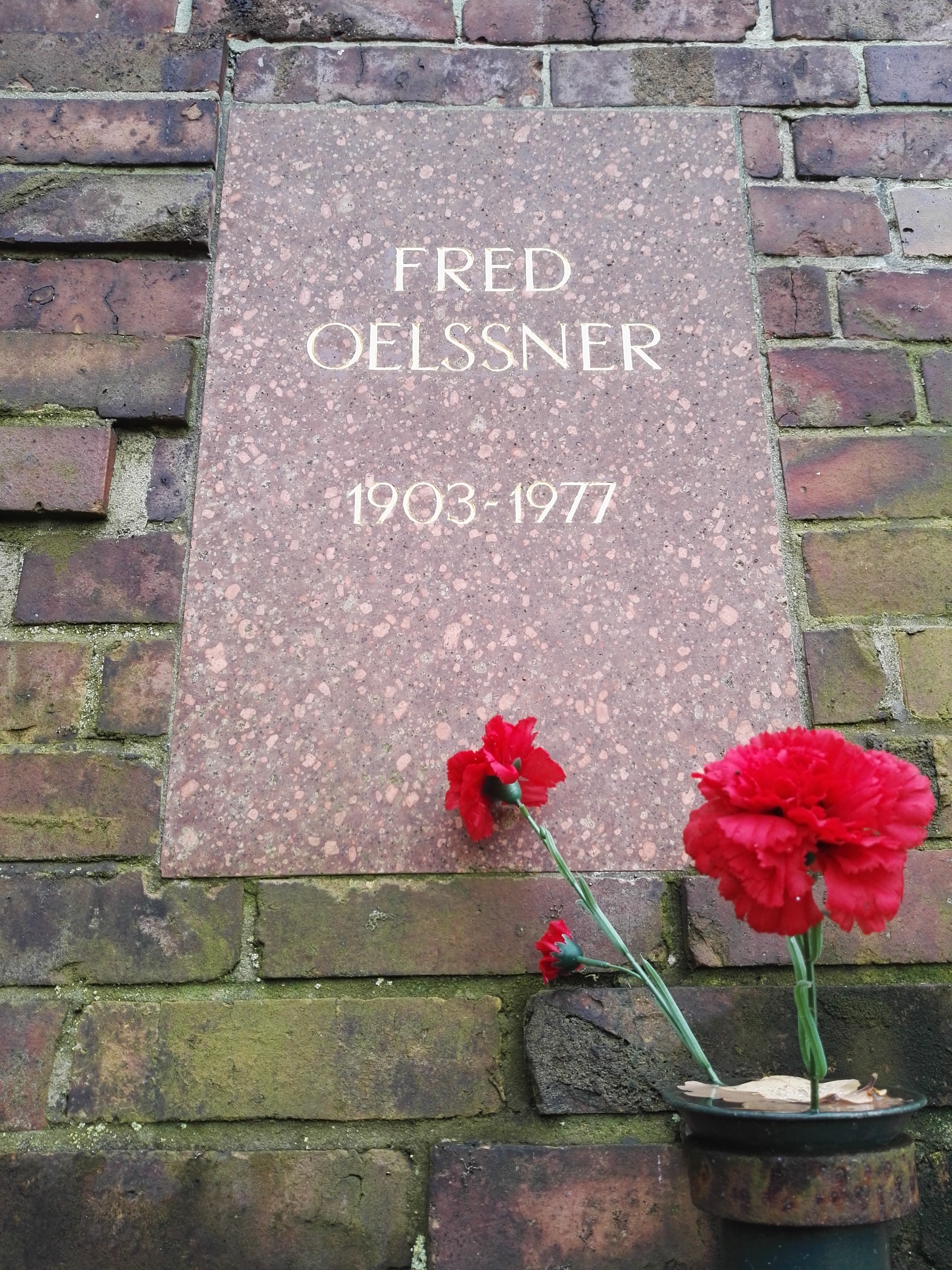
Grabstätte

Oelßner erhielt 1949 den Nationalpreis, 1955 und 1965 den Vaterländischen Verdienstorden und 1973 den Karl-Marx-Orden. Seit 1953 war er Mitglied der Deutschen Akademie der Wissenschaften.  1968 wurde ihm der Titel eines Ehrendoktors der Humboldt-Universität Berlin verliehen.
Seine Urne wurde in der Gedenkstätte der Sozialisten auf dem Zentralfriedhof Friedrichsfelde in Berlin-Lichtenberg beigesetzt, wo schon sein Vater bestattet worden war.
Die Arbeiter-und-Bauern-Fakultät in Jena war nach Fred Oelßner benannt. Das Sodawerk Staßfurt hieß von 1952 bis 1965 VEB Sodawerk „Fred Oelßner“ Staßfurt.
Die Deutsche Post der DDR gab 1983 zu seinen Ehren eine Sondermarke in der Serie Persönlichkeiten der deutschen Arbeiterbewegung heraus.

## Schriften
- Der Marxismus der Gegenwart und seine Kritiker, Berlin 1948
- Die Wirtschaftskrisen Band 1, Berlin 1949[4]
- Rosa Luxemburg. Eine kritische biographische Skizze, Berlin 1951
- Die Bedeutung der Arbeiten des Genossen Stalin über den Marxismus und die Frage der Sprachwissenschaft für die Entwicklung der Wissenschaften. Berlin 1951
- Probleme der Krisenforschung, Berlin 1959
- Ein Beitrag zur Monopoltheorie, Berlin 1960
- Die Arbeitswerttheorie als wissenschaftliche Grundlage der Marxschen politischen Ökonomie, Berlin 1967